# Джон Мур (архієпископ)
Джон Мур (англ. John Moore; Глостер, хрещений 13 січня 1730 — 18 січня 1805, Лондон) — 88-й архієпископ Кентерберійський (1783—1805).

## Біографія
Син скотаря і м'ясника Джорджа Мура і Мері Мур (уродж. Кук), хрещений 13 січня 1730 в глостерскій церкві Св. Михайла. Навчався в безкоштовній граматичній школі при церкві Сент-Мері де Кріпт в Глостері, в 1745 році вступив до коледжу Пемброук Оксфордського університету, в 1748 році отримав ступінь бакалавра мистецтв, в 1751 — ступінь магістра.
Прийнявши священство, Мур став наставником синів третього герцога Мальборо Чарльза Спенсера — Чарльза і Роберта. У 1758 році герцог Мальборо помер, залишивши вчителю дітей в спадок 400 фунтів річного доходу.
У 1761 року Мур отримав п'яте місце пребендарія в Даремського соборі, в 1763 — місце першого пребендарія коледжу Крайст-Черч. У 1763 році отримав ступінь бакалавра богослов'я і доктора богослов'я, в 1769 році був призначений ректором церкви в Райтона (графство Дарем).
У 1771 року Мур став деканом Кентербері внаслідок прямого звернення четвертого герцога Мальборо Джорджа Спенсера до короля, 12 лютого 1775 висвячений в єпископа Бангорского, а 10 травня 1783 року інтронізований на Кентерберійській кафедрі.

### Архієпископ Кентерберійський
У період свого архієпископату Джон Мур категорично виступав проти скасування Акту про присягу і в 1787 році організував в Лондоні збори єпископів для узгодження дій в парламенті в цьому напрямку. У 1789 році він виступив в Палаті лордів проти Акту про терпимість, запропонованого герцогом Стенхоуп, але потім підтримав Акт допомоги католикам 1791 року, хоча пішов якобінський переворот в ході Великої французької революції змусив архієпископа засумніватися в своєчасності заходів, що знижують вплив англіканського духівництва. Точно так же, спочатку підтримавши кампанію проти работоргівлі, в 1792 році Мур змінив свою позицію, розчарувавши цим кроком Вільяма Уїлберфорса.
На період архієпископату Мура доводиться виникнення в США Єпископальної церкви (нині має статус однієї з провінцій Англіканської спільноти). У 1784 році архієпископ не вважав можливим висвятити в американського єпископа Семюела Сібері, але в 1787 році він висвятив Вільяма Уайта і Семюела Провуста, обраних Філадельфійської конвенцією американської Єпископальної церкви, відповідно на Филадельфийскую і Нью-Йоркську кафедри. У тому ж 1787 році Мур після ґрунтовних консультацій із зацікавленими сторонами висвятив першого англіканського єпископа в Канаді Чарльза Інгліс на кафедру Нової Шотландії.
Мур був президентом Товариства поширення Євангелія і Корпорації синів духовенства. Важкою взимку 1799—1800 року архієпископ організував загальнонаціональний збір коштів для полегшення долі бідних. Будучи в більшій мірі адміністратором, ніж богословом, опублікував протягом життя лише три проповіді.
Помер 18 січня 1805 року в Ламбетськом палаці, похований 25 січня в каплиці Ламбетський палацу.

### Родина
У Мура був короткий шлюб з сестрою сера Джеймса Райта, британського посла в Венеціанській республіці в 1766—1773 роках. Після її смерті він в 1770 році одружився з Кетрін, дочккою сера Роберта Ідена, третього баронета, з Уест Окленда (графство Дарем). Дві дочки померли від сухот в останні роки життя свого батька, двоє з чотирьох синів обрали церковне терені.